# Wapen van Armenië

Het wapen van Armenië

Het wapen van Armenië (Armeens: Հայաստանի զինանշան) is aangenomen op 19 april 1992 door de Armeense Opperste Raad. Op 15 juni 2006 werd dit bevestigd door het parlement van Armenië.

## Ontwerp
Het wapen van Armenië heeft een christelijke basis en combineert oude met nieuwe symboliek. Het schild bestaat uit vier kwartieren met een hartschild. Het hartschild bestaat uit de heilige berg Ararat met de ark van Noach op de top. De berg Ararat is het nationale symbool, wat de keuze eenvoudig maakte.
De vier kwartieren bestaan uit schilden van oude dynastieën die ooit over Armenië hebben geregeerd. Linksboven in rood een leeuw met een kruis: Bagratunidynastie (700-1100), linksonder in blauw twee adelaars die elkaar aankijken: Artaxiadendynastie (100 v.Chr.), rechtsboven in blauw een tweehoofdige adelaar: Arsacidendynastie van Armenië (301 n.Chr.) en rechtsonder in rood een aankijkende leeuw met een kruis: Rubendynastie (1200-1300).
Een arend en leeuw zijn de twee schilderhouders gevoerd in goud. De arend is het symbool van de Artaxiadendynastie en die van de Arsaciden. De leeuw staat symbool voor de andere twee dynastieën waar Armenië trots op is. Beide dieren zijn genomen vanwege hun: kracht, onverschrokkenheid, geduld, wijsheid en trots in het koninkrijk der dieren.

## Historische wapens

Wapenschild van Cilicisch Armenië, 1099-1219
Wapenschild van Cilicisch Armenië, 1219-1373 (Hetumiden)
Wapenschild van Cilicisch Armenië (Rubeniden)
Wapenschild van Cilicisch Armenië, 1341-1344 & 1373-1375
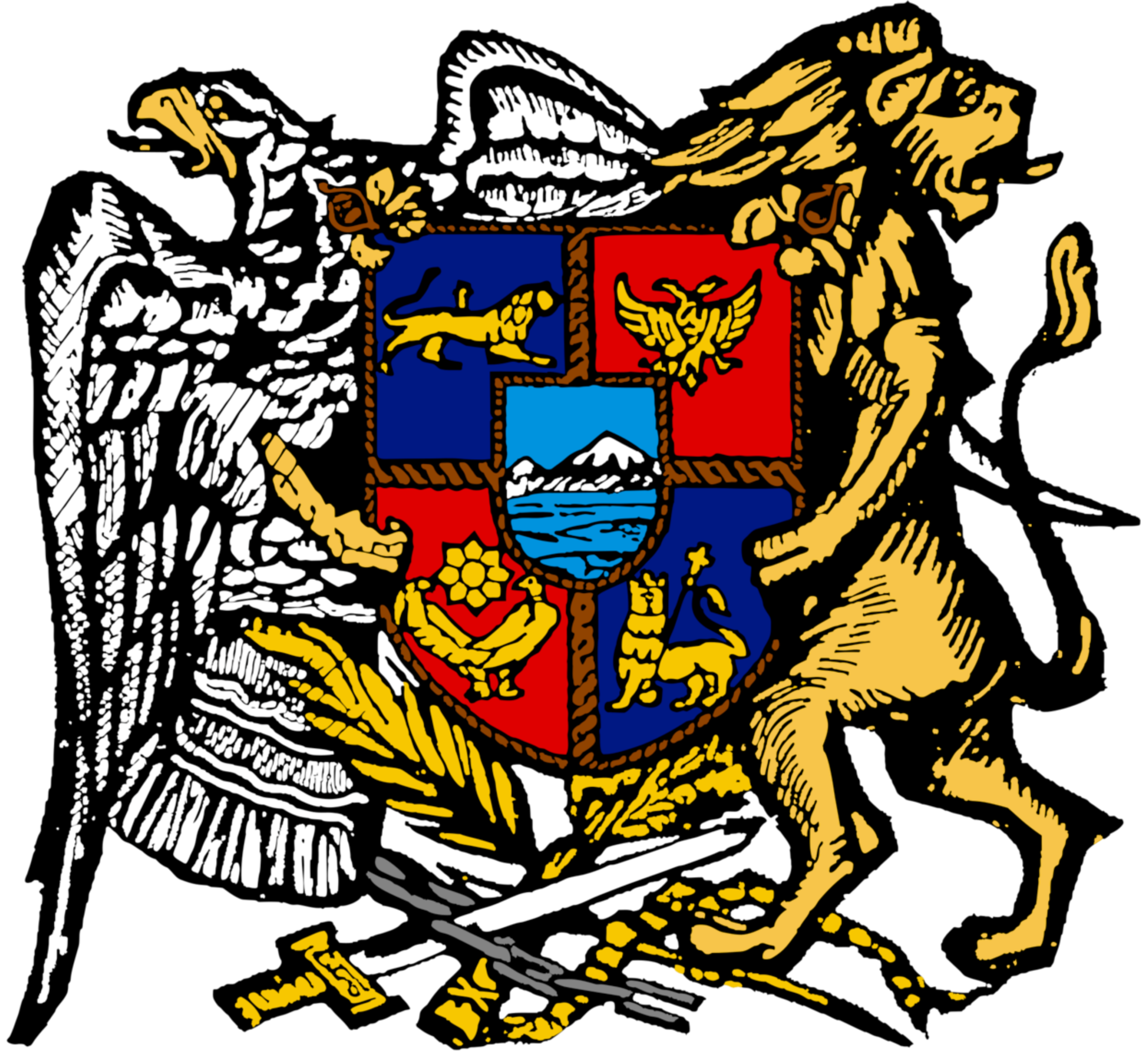
Versie in 1918-1922
Transcaucasus sovjet republiek 1922-1936
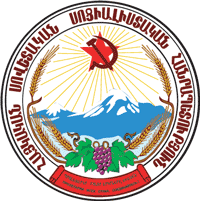
Sovjet republiek Armenië, 1936-1991

Afghanistan · Armenië · Azerbeidzjan · Bahrein · Bangladesh · Bhutan · Brunei · Cambodja · China: Volksrepubliek / Republiek (Taiwan) · Cyprus · Filipijnen · Georgië · India · Indonesië · Irak · Iran · Israël · Japan · Jemen · Jordanië · Kazachstan · Kirgizië · Koeweit · Laos · Libanon · Malediven · Maleisië · Mongolië · Myanmar · Nepal · Noord-Korea · Oezbekistan · Oman · Oost-Timor · Pakistan · Palestina · Qatar · Rusland · Saoedi-Arabië · Singapore · Sri Lanka · Syrië · Tadzjikistan · Thailand · Turkmenistan · Turkije · Verenigde Arabische Emiraten · Vietnam · Zuid-Korea

Afhankelijke gebieden: Hongkong · Macau

Betwiste gebieden: Noord-Cyprus